# Barrel of a Gun
Barrel of a Gun är en låt av den brittiska gruppen Depeche Mode. Det är gruppens trettioförsta singel och den första från albumet Ultra. Singeln släpptes den 3 februari 1997 och nådde som bäst 4:e plats på den brittiska singellistan.
"Barrel of a Gun" släpptes efter det att bandet upplevt en påfrestande tid. Alan Wilder hade lämnat gruppen i juni 1995. Året därpå drabbades Dave Gahan av hjärtstillestånd i två minuter efter att ha överdoserat med en speedball.
B-sidans låt är den industri-inspirerade "Painkiller". En kortare version återfinns som dolt spår på Ultra.
Musikvideon till "Barrel of a Gun" regisserades av Anton Corbijn.

## Utgåvor och låtförteckning
Samtliga låtar är komponerade av Martin Gore.

### 12": Mute / 12Bong25 (UK)
1. "Barrel of a Gun" (5:29)
2. "Barrel of a Gun (Underworld Hard Mix)" (9:37)
3. "Barrel of a Gun (3 Phase Mix)" (5:23) (remixed by Sven Röhrig)
4. "Barrel of a Gun (One Inch Punch Mix V2)" (5:28) (remixed by One Inch Punch)
5. "Barrel of a Gun (Underworld Soft Mix)" (6:29)

### 12": Mute / L12Bong25 (UK)
1. "Painkiller (Plastikman Mix)" (8:39)
2. "Painkiller" (7:29)
3. "Barrel of a Gun (One Inch Punch Mix)" (5:25)
4. "Barrel of a Gun (United Mix)" (6:36) (remixed by United - Marc Waterman and Paul Freegard)

### CD: Mute / CDBong25 (UK)
1. "Barrel of a Gun" (5:29)
2. "Painkiller" (7:29)
3. "Barrel of a Gun (Underworld Soft Mix)" (6:29)
4. "Barrel of a Gun (One Inch Punch Mix)" (5:25)

### CD: Mute / LCDBong25 (UK)
1. "Barrel of a Gun (Underworld Hard Mix)" (9:37)
2. "Barrel of a Gun (United Mix)" (6:36)
3. "Painkiller (Plastikman Mix)" (8:39)

### CD: Mute / CDBong25X (EU)
1. "Barrel of a Gun" (5:29)
2. "Painkiller" (7:29)
3. "Barrel of a Gun (Underworld Soft Mix)" (6:29)
4. "Barrel of a Gun (One Inch Punch Mix)" (5:25)
5. "Barrel of a Gun (Underworld Hard Mix)" (9:37)
6. "Barrel of a Gun (United Mix)" (6:36)
7. "Painkiller (Plastikman Mix)" (8:39)
8. "Barrel of a Gun (3 Phase Mix)" (5:23)
9. "Barrel of a Gun (One Inch Punch Mix V2)" (5:28)

### Promo 12": Mute / P12Bong25 (UK)
1. "Barrel of a Gun (Underworld Hard Mix)" (9:37)
2. "Painkiller (Plastikman Mix)" (8:39)
3. "Barrel of a Gun" (5:29)
4. "Barrel of a Gun (Underworld Hard Instrumental)" (9:13)

### Promo 12": Mute / PL12Bong25 (UK)
1. "Barrel of a Gun (One Inch Punch Mix V2)" (5:25)
2. "Painkiller (Original Mix)" (5:26)
3. "Barrel of a Gun (3 Phase Mix)" (5:29)
4. "Barrel of a Gun (Original Mix)" (5:35)

### Promo CD: Mute / RCDBong25 (UK)
1. "Barrel of a Gun (Radio Edit)" (4:01)
2. "Barrel of a Gun (Album Version)" (5:29)

### 7": Reprise / 17390-7 (US)
1. "Barrel Of A Gun" (5:30)
2. "Painkiller" (7:28)

### CD: Sire/Reprise / 2-17409 (US)
1. "Barrel of a Gun" (5:29)
2. "Barrel of a Gun (United Mix)" (6:36)
3. "Painkiller" (7:29)

### CD: Sire/Reprise / 43828-2 (US)
1. "Barrel of a Gun" (5:29)
2. "Painkiller (Plastikman Mix)" (8:39)
3. "Barrel of a Gun (Underworld Soft Mix)" (6:27)
4. "Barrel of a Gun (One Inch Punch Mix V2)" (5:25)
5. "Barrel of a Gun (Underworld Hard Mix)" (9:36)

### Promo CD: Sire/Reprise / PRO-CD-8600 (US)
1. "Barrel of a Gun (Radio Edit)" (4:01)
2. "Barrel of a Gun" (5:29)